# Gastein Ladies 2008
Gastein Ladies 2008 — жіночий тенісний турнір, що проходив на відкритих кортах з ґрунтовим покриттям. Це був другий за ліком Gastein Ladies. Належав до турнірів 3-ї категорії в рамках Туру WTA 2008. Відбувся в Bad Gastein (Австрія) і тривав з 14 до 20 липня 2008 року. Полін Пармантьє здобула титул в одиночному розряді.

## Переможниці та фіналістки

### Одиночний розряд
Полін Пармантьє —  Луціє Градецька 6–4, 6–4
- Для Пармантьє це був 1-й титул за рік, і 2-й - за кар'єру.

### Парний розряд
Андреа Главачкова /  Луціє Градецька —  Сесил Каратанчева /  Наташа Зорич 6–3, 6–3